# Interpunkční znaménko
Interpunkční znaménka (též členicí znaménka, zast. dělidla; odlišuj od diakritických znamének) jsou pomocné grafické znaky, které v písemném projevu vyjadřují strukturu a organizaci textu; při čtení a v mluvě se projevují intonací a přestávkami v řeči a při běžném čtení textu se nevyslovují, nejsou náhradou slov, jako je tomu např. u číslic, matematických značek a podobně.
Jejich používání se nazývá interpunkce.

## Bílé znaky
Bílé znaky jsou zvláštní skupinou doplňujících znaků písma projevujících se jako prázdné místo. Základní a nejběžnější členicí znak vůbec je mezera, která se objevila přibližně v období přelomu našeho letopočtu a je patrně jedním z vynálezů řecké kultury. Naopak některá písma, zejména hieroglyfická, ji nezavedla dosud. Obdobně lze chápat i ostatní bílé znaky, jako tabulátor a odřádkování, resp. linky mezi řádky nebo sloupci, pokud se jedná o svisle psaná písma.

## Interpunkce v češtině
| Znaménko | Znaménko | Znaménko | Znaménko | Název                           | Funkce |
| -------- | -------- | -------- | -------- | ------------------------------- | --- |
| .        | .        | .        | .        | tečka                           | Ukončuje větu, označuje zkratky, označuje řadové číslovky.                                                 |
| ,        | ,        | ,        | ,        | čárka                           | Odděluje věty v souvětí, složky několikanásobných větných členů, volně vložené či připojené výrazy.        |
| ;        | ;        | ;        | ;        | středník                        | Znaménko, jehož funkce je mezi tečkou a čárkou – odděluje části jedné věty, ale výrazněji než čárka.       |
| :        | :        | :        | :        | dvojtečka                       | Uvozuje větu či její část, která nějak rozvíjí či doplňuje předchozí text; často např. uvozuje přímou řeč. |
| !        | !        | !        | !        | vykřičník                       | Ukončuje větu rozkazovací či zvolací.                                                                      |
| ?        | ?        | ?        | ?        | otazník                         | Ukončuje větu tázací.                                                                                      |
| –        | –        | —        | —        | pomlčka                         | Odděluje části projevu, naznačuje pomlku v řeči, vyznačuje rozsah (od–do).                                 |
| ‐        | ‐        | ‐        | ‐        | spojovník, rozdělovník          | Spojuje těsně vázaná slova, na konci řádku se používá při dělení slov; píše se zásadně bez mezer.          |
| …        | …        | …        | …        | výpustka (tři tečky, trojtečka) | Nahrazuje vypuštěnou část textu, uvnitř textu naznačuje přerušovanou řeč.                                  |
| „“       | „“       | ‚‘       | »«       | uvozovky                        | Uvozují přímou řeč (citáty apod.) – začátek a konec.                                                       |
| ’        | ’        | ’        | ’        | apostrof (odsuvník)             | Vyznačuje zkrácení textu, např. vynechané písmeno nebo zkrácení letopočtu.                                 |
| ()       | []       | {}       | 〈〉     | závorky                         | Označují volně vložené části textu, méně důležité či jen okrajově související pasáže.                      |
| /        | /        | /        | /        | lomítko                         | |

## Pravopis
Pravopis interpunkčních znamének spočívá v několika jednoduchých pravidlech o mezerách před nimi a po nich:
1. zpravidla se přimykají k předcházejícímu slovu a následuje text jako za jakýmkoliv jiným slovem, ať už s mezerou (nejčastěji), anebo přimykáním dalších interpunkčních znamének, která se píší všechna, například vykřičník a otazník za větou, zdůraznění významu interpunkčního znaménka jeho vícenásobným uvedením apod.
  - zvláštní doplňkové pravidlo platí pro souběhy teček: za tečkou (např. za zkráceným slovem) a za výpustkami (trojtečkami) se už další tečka (např. na konci věty) nepřipíše, vypouští se
2. první, úvodní část dvoudílných znamének (závorek a uvozovek) se naopak předsouvá, přimyká k následujícímu slovu
3. pomlčka se odděluje, obklopuje oboustranně mezerou, nepřimyká se; stejně tak trojtečka v případě, že vyjadřuje vypuštění části souvislého textu (např. nepodstatné části citátu)
4. v některých případech se připouští i psaní interpunkčních znaků bez následné mezery, protože se považují za celistvý pojem (datum, čas):
  - datum lze v obchodní a úřední korespondenci podle normy (ČSN 01 6910, Úprava písemností psaných strojem nebo zpracovaných textovým editorem) vedle základní podoby s mezerami „11. 11. 2011“ zapsat také bez nich „11.11.2011“, podle normy výhradně dvoumístný zápis – 01.01.2011 – před jednociferné dny a měsíce nutno vložit nulu; nelze 1.1.2011, ale ani 01. 01. 2011; v praxi se ale zhuštěně datum píše velmi často až většinou; i pravopisné procedury editorů textu na počítačích zhuštěný zápis považují za správný;
  - čas se zapisuje vždy s dvojtečkou (dvojtečkami) nebo tečkou bez mezer, např. 12.00 nebo 12:00 nebo 12:00:00,
  - obdobně zhuštěně se mohou zapisovat i matematické zápisy čísel, vzorců a výpočtů.

## Paragraf
Ačkoliv paragraf (§) způsobem svého užití do značné míry naplňuje výše uvedenou charakteristiku interpunkčního, doplňujícího znaku (nemění obsah sdělení), není za něj považován. Při čtení textu se standardně čte (slovem „paragraf“) spolu se svým číslem, a nahrazuje tak samo slovo, podobně jako např. číslice.
Paragraf dělí text na smysluplné celky a tím mimo jiné usnadňuje odkazování na části písemnosti. Dominantní využití paragrafu představuje členění normativních aktů nebo jiných právních listin. Marginálně se paragraf užívá i v odborných textech (například některých literárních článcích).

## Ostatní interpunkce a interpunkce v cizích jazycích
| Znaménko | Znaménko | Znaménko | Znaménko | Název                | Funkce |
| -------- | -------- | -------- | -------- | -------------------- | --- |
| “ ”      | “ ”      | ‘ ’      | ‘ ’      | Uvozovky             | Další uvozovky používané v angličtině. |
| [ ]      | [ ]      | [ ]      | [ ]      | Hranaté závorky      | Do hranatých závorek se nejčastěji uvádí výslovnost - např. hello [helou].                                                                                             |
| " "      | " "      | " "      | " "      | Rovné uvozovky       | Tzv. „rovné uvozovky“ používané jako náhrada např. na psacím stroji či v kódu ASCII, protože tyto mají jen omezenou sadu znaků, fakticky však značka jednotek rozměrů. |
| ¿        | ¿        | ¿        | ¿        | Převrácený otazník   | Počíná větu tázací ve španělštině. |
| ¡        | ¡        | ¡        | ¡        | Převrácený vykřičník | Počíná španělskou větu rozkazovací či zvolací. |